# 李天木镇
李天木镇，原名李天木回族乡，是中华人民共和国河北省沧州市沧县下辖的一个乡镇级行政单位，2021年1月6日撤乡设镇。

## 行政区划
李天木镇下辖以下地区：
河北沧东经济开发区社区、李天木村、崔庄村、邢家庄村、大郝庄村、小郝庄村、小田庄村、吕家楼村、皂坡村、孙庄子村、八里庄村、自来屯村、北阁村、保庄子村和军马站村。